# Hour of Penance
Hour of Penance est un groupe de death metal technique formé à Rome en 1999 par Francesco De Honestis (Guitare), Enrico Schettino (Guitare), Mauro Mercurio (Batterie), Mike Viti (Chant / Basse). 

## Histoire
Influencé  par une combinaison de black et de death metal, Hour of Penance s'éloigne de ces styles pour se rapprocher de celui de  Cannibal Corpse, optant pour un style plus direct et modéré . Sa première apparition sur scène date de 2000 et est suivie en 2003 par le premier album, Disturbance. Le groupe  participe au festival suédois de death metal à Göteborg et signe avec le label espagnol Xtreem. En 2005 sort le second album Pageantry for Martyrs qui vaut au groupe quelques prix de la scène. Depuis lors, le groupe a publié 5 autres albums (2017). 
En 2015, la formation du groupe ne comprend aucun membre d'origine. Le dernier membre fondateur, le batteur Mauro Mercurio est parti en 2010 après la sortie de Paradogma . Le membre le plus âgé du groupe est le guitariste Giulio Moschini, qui fait partie du groupe depuis 2004 et a joué sur tous les albums, à l'exception de Disturbance et de la démo de 2000 .

## Membres
Membres actuels
- Paolo Pieri – vocal, guitare (2010 – )
- Giulio Moschini – guitare basse (2004– )
- Marco Mastrobuono – basse (2013– )
- Davide BrutalDave Billia - Batterie (2015- )

Autres membres
- Mike Viti – vocal, basse (1999–2004)
- Alex Manco – vocal (2004–2006)
- Francesco Paoli – vocal (2006–2010)
- Francesco De Honestis – guitares (1999–2004)
- Enrico Schettino – guitares (1999–2009)
- Stefano Morabito – guitares (2009–2010)
- Silvano Leone – basse (2004–2013)
- Mauro Mercurio – Batterie (1999–2010)
- Simone "Arconda" Piras – Batterie (2010–2012)
- James Payne – Batterie (2012–2014)

## Discographie

### Albums studio
- 2003 : Disturbance (Xtreem Music)
- 2005 : Pageantry For Martyrs (Xtreem Music)
- 2008 : The Vile Conception (Unique Leader Records)
- 2010 : Paradogma (Unique Leader Records)
- 2012 : Sedition (Prosthetic Records)
- 2014 : Regicide (Prosthetic Records)
- 2017 : Cast The First Stone (Prosthetic Records)[5]
- 2019 : Misotheism (Agonia Records)
- 2024 : Devotion (Agonia Records)

### Démos
- 2000 : Promo 2000
- 2007 : Promo 2007